# Момчило Оташевић
Момчило Оташевић (Цетиње, 20. фебруар 1990) црногорски je телевизијски, филмски и позоришни глумац који живи и ради у Загребу.

## Биографија
На Цетињу је завршио основну и средњу школу, као и Факултет драмских уметности. Постигао је регионалну популарност захваљујући улогама у серијама и филмовима из Србије, Црне Горе и Хрватске.
Прославио се улогом Луке Радмиловића у црногорској серији Будва на пјену од мора, а познат је и по улогама у хрватским теленовелама Зора дубровачка, Куд пукло да пукло, Чиста љубав, На граници, Друго име љубави, Дар мар и Кумови, као и по улози Миливоја у филму и серији Лед. Био је водитељ регионалног шоу програма Суперљуди који се истовремено емитовао на телевизијама Прва у Србији и РТЛ у Хрватској.
Био је у браку од 2018. до 2023. године са хрватском глумицом Јеленом Перчин, са којом има ћерку Машу и сина Јакшу. Живи и ради у Загребу.

## Награде
За улогу Миливоја у филму Лед је 2013. на 48. Филмским сусретима у Нишу добио Повељу за страног глумца у домаћем филму.

## Филмографија
| Год.       | Назив                            | Улога                     |
| ---------- | -------------------------------- | ------------------------- |
| 2010-е     |                                  |                           |
| 2010.      | Мало пара пуно жеља              | Батко                     |
| 2011.      | Мали љубавни бог                 | Отац                      |
| 2012.      | Ас Пик — Лоша судбина            | Кента                     |
| 2012—2015. | Будва на пјену од мора           | Лука Радмиловић           |
| 2012.      | Лед (филм)                       | Миливоје                  |
| 2012.      | Лед (ТВ серија)                  | Миливоје                  |
| 2013.      | Равна гора                       | Наредник 1                |
| 2013—2014. | Зора дубровачка                  | Филип                     |
| 2014.      | Дечаци из улице Маркса и Енгелса | Станко, млађи             |
| 2014—2016. | Куд пукло да пукло               | Дамир Гавран              |
| 2015.      | Руске капе                       |                           |
| 2015.      | Јагоде                           | Младић                    |
| 2016.      | Дојч кафе                        | Мађо Монтено              |
| 2017.      | Сага о три невина мушкарца       | Зоран                     |
| 2017—2018. | Чиста љубав                      | Ранко Новак               |
| 2018.      | Комшије                          | Ник                       |
| 2018—2019. | На граници                       | Крешо Бутиган             |
| 2019—2020. | Друго име љубави                 | Саша Крпан                |
| 2020.      | Државни службеник                | Огњен                     |
| 2021—2023. | Бележница професора Мишковића    | Бошко Стевановић          |
| 2021.      | После зиме                       | Младен                    |
| 2021.      | Дар мар                          | Нино Зечић                |
| 2021.      | По тамбури                       | Лабуд                     |
| 2022—      | Кумови                           | Јанко Готовац             |
| 2022.      | Клан                             | Невен                     |
| 2023.      | Каже се Чаковец                  | Син                       |
| 2023.      | Сирин                            | Петар                     |
| 2023.      | Нека цвјета росно цвијеће        |                           |
| 2024.      | Буди Бог с нама                  | Влајко Стајић             |
| 2024.      | Шалша                            | Ватрослав                 |
| 2024-      | У добру и злу                    | Звонимир Црногорац "Црни" |